# Cóc mẵn
Cóc mẵn hay cóc mẳn (danh pháp hai phần: Centipeda minima), còn gọi là cóc mẩn, cỏ the, cúc trăm chân, bách hài, cóc ngồi, thuốc mộng, thạch hồ tuy, nga bất thực thảo, địa hồ tiêu, cầu tử thảo, là một loài thực vật thuộc họ Cúc (Asteraceae).

## Đặc điểm
Cóc mẵn (Cóc mẳn) là một loài cỏ mềm, mọc bò lan trên mặt đất ẩm, phân rất nhiều cành, ở ngọn có lông mịn trắng. Toàn thân nhẵn bóng. Lá đơn mọc so le, hơi hình 3 cạnh, đầu tù, phía cuống hẹp lại, mép có 2 răng cưa (có khi 1 hay 3), dài 10 – 18mm, rộng 6 – 10mm, gân chính hơi nổi ở mặt dưới lá, gân phụ không rõ, không có cuống. Cụm hoa hình đầu mọc ở nách lá, hoa cái gồm nhiều lớp, cánh hoa hình ống màu trắng, trên có răng cưa, tràng hoa hình chuông có 4 răng hình trứng, rộng, màu hơi tím. Quả bế 4 cạnh, trên cạnh có lông mịn nhỏ.
Đặc điểm nổi bật của cây cóc mẳn so với các loại cây tương tự (rất giống cây cóc mẳn là hoa hình mâm xôi, lá răng cưa và có vị hơi cay hơi đắng) Thực tế rất nhiều người nhầm lẫn các loại cây khác với cây cóc mẳn do nhìn bề ngoài rất giống.

## Phân bố
Cóc mẵn là loài bản địa ở châu Á ôn đới (Trung Quốc, Nhật, Đài Loan), châu Á nhiệt đới (Việt Nam, Thái Lan, Indonesia, Malaysia, Ấn Độ, Pakistan…), châu Đại Dương (Úc, New Zealand…)

## Bài thuốc
Bộ phận dùng làm thuốc là toàn cây cả rễ, dùng tươi hay phơi hoặc sấy khô.
- Mẩn ngứa (eczema): cóc mẵn 2 phần, đậu xanh một phần, muối vài hột. Cả ba thứ giã nhỏ đắp lên nơi eczema đã rửa sạch.
- Ho: cóc mẵn (20g khô hay 30g tươi), nước 500ml, sắc còn 100ml, chia 3 lần uống trong ngày.
- Cảm mạo: cóc mẵn 30g, lá tre 50g, lá lức 50g, lá chanh 20g. Nấu uống.
- Viêm mũi họng, viêm xoang: cóc mẵn 30g, ké đầu ngựa 10g, bạch chỉ 20g. Nấu sắc uống.
- Viêm phế quản, ho gà: cóc mẵn 30g, lá táo chua 20g, cỏ sữa lá nhỏ 20g, bọ mắm 20g. Nấu sắc uống.
- Đầy bụng, tiêu lỏng: cóc mẵn 30g, nhục quế 10g, gừng tươi 5g, trần bì 20g. Nấu sắc uống.

Lưu ý: cóc mẵn không độc, nhưng có tính kích thích niêm mạc, do vậy người bị bệnh bao tử nên uống sau khi ăn.
Để chữa viêm họng, viêm họng hạt, sưng amidan, chọn hái cây cóc mẳn sạch bao gồm cả thân lá và hoa...(Hái cây mọc ở chỗ đất sạch để đảm bảo vệ sinh, nếu có điều kiện thì tự trồng để dùng khi cần). Xử lý: Rửa sạch, ngâm nước muối như ta thường rửa rau sống hàng ngày sau đó vớt ra để ráo 
nước, dùng dần trongh ngày. Cách dùng: Ngậm, thỉnh thoảng nhai nhẹ, nuốt dịch nhựa cây tiết ra (Nuốt cả phần cây đã nhai nhừ như ta ăn rau sống). Việc nhai nhẹ nhằm kéo dài thời gian thuốc tác dụng tại chỗ lên vùng viêm sưng hoặc có hạt trong cổ họng. Liều dùng: Dùng 3 đến 4 lần trong ngày vào các buổi sáng, trưa, chiều và tối sau khi ăn và trước khi đi ngủ. Mỗi lần lấy một ít cóc mẳn đã rửa sạch xử lý vệ sinh Cỡ bằng đầu ngón tay cái) cho vào mồm ngậm, nhai nhẹ và nuốt như đã nêu trên. Sử dụng như vậy cho đến khi khỏi bệnh nhưng không lên dùng quá lâu. Thường với bệnh viêm họng, sưng amidan sẽ đỡ và khỏi trong vòng 3 đến 7 ngày, với viêm họng hạt khoản 15 đến 20 ngày các hạt sẽ dần hết đi. (Bệnh mới nhanh khỏi, bệnh nặng sẽ lâu hơn.) Đây là kinh nghiệm dân gian nên chưa có nghiên cứu về giới hạn thời gian dùng cũng như tác dụng phụ tuy nhiên thực tế chưa thấy có ghi nhận về tác dụng phụ có hại cho người sử dụng.
Do cóc mẳm có vị hơi cay, có tác động kích thích làm người đau dạ dày thấy khó chịu vì vậy người đau dạ dày lên sử dụng sau khi ăn. Nếu đau nghiều thì lên ngừng sử dụng. Trong quá trình dùng thuốc lưỡi có thể kém cảm giác làm bạn ăn kém ngon nhưng sẽ hết khi thôi dùng thuốc.
Cách trồng và chăm sóc cây: Cây cóc mẳn mọc hoang khắp nơi nhưng dễ chết khi thời tiết xấu. Để chủ động và đảm bảo vệ sinh ta có thể trồng để dùng. Cây cóc mẳn rất dễ trồng nhưng chỉ lên tốt khi đất sạch, độ ẩm, ánh nắng vừa phải. Đất khô cây cằn, đất ẩm quá cây chết thiếu ánh nắng, chất lượng làm thuốc kém.
Để trồng cây cóc mẳn ta chọn nơi đất sạch hoặc đơn giản chỉ cần dùng cái chậu, cho đất sạch vào đó để nơi có ánh nắng vừa phải sau đó gieo hạt hoặc cấy cây giống lấy từ tự nhiên xuống, tưới ẩm vừa phải ít ngày sau cây sẽ lên.
Chăm sóc: Hàng ngày tưới ẩm vừa phải, có thể lấy ngay nước vo gạo để tưới, cây sẽ lên rất tốt. Khi cây lên tốt quá cần tỉa bớt để đảm bảo đủ thông thoáng, đủ ánh nắng tránh sâu bệnh và nấm mốc làm cây chết và làm giảm độ tinh sạch, giảm chất lượng làm thuốc của cây. Nếu trồng trong chậu bạn có thể mang chậu để vào nơi phù hợp khi thời tiết bất lợi.